# Henri de Fourneau
Pour les articles homonymes, voir Fourneau.
Le comte Henri-Philippe de Fourneau de Cruquenbourg de Vichte (Bruxelles, 26 avril 1785 - Bruxelles, 13 février 1861) est un lieutenant-général, aide de camp du roi Guillaume Ier des Pays-Bas, puis de Guillaume II des Pays-Bas.

## Biographie
Après sa formation à l'École militaire de Vienne, Henri de Fourneau rejoint la Garde de Charles IV d'Espagne. Pendant la guerre péninsulaire, il devient l'aide de camp du général José de Palafox y Melzi, puis de Arthur Wellesley de Wellington. Il prend part à la bataille de Waterloo aux côtés de Guillaume d'Orange, futur Guillaume II des Pays-Bas.
En 1816, il obtint du nouveau souverain du Royaume uni des Pays-Bas, Guillaume Ier, reconnaissance de noblesse et du titre de comte, transmissible par ordre de primogéniture masculine et du titre de baron transmissible à tous ses autres descendants. Il est nommé au Corps équestre de Flandre Orientale et est mentionné sur la première liste officielle des nobles de Belgique.   
À la suite de la révolution belge en 1830, il est présent au côté du prince Guillaume lors de l'insurrection de 1830 dans les Pays-Bas méridionaux et pendant les combats d'Anvers. Il choisit ensuite de s'exiler à Aix-la-Chapelle, en Prusse, pour ne pas porter les armes contre son pays. Lorsque la paix est conclue définitivement entre la Belgique et les Pays-Bas par le traité des XXIV articles de 1839, il est promu au grade de lieutenant-général dans l'armée des Pays-Bas. Au décès du roi Guillaume II des Pays-Bas en 1849, il décide de prendre sa retraite. Il revient alors en Belgique où il décède à Bruxelles le 13 février 1861.    

## Distinctions
- Ordre Saint-Ferdinand d'Espagne.
- Ordre du Bain (Angleterre).